# Phytoecia bodemeyeri
Phytoecia bodemeyeri är en skalbaggsart som beskrevs av Edmund Reitter 1913. Phytoecia bodemeyeri ingår i släktet Phytoecia och familjen långhorningar.
Artens utbredningsområde är Iran. Inga underarter finns listade i Catalogue of Life.